# Seumaly
Seumaly is een bestuurslaag in het regentschap Aceh Timur van de provincie Atjeh, Indonesië. Seumaly telt 792 inwoners (volkstelling 2010).